# Alexander Sinclair
Alexander Sinclair (né le 28 juin 1911 à Liverpool et mort le 2 octobre 2002) est un joueur canadien de hockey sur glace. Lors des Jeux olympiques d'hiver de 1936, il remporte la médaille d'argent.

## Palmarès
- Médaille d'argent aux Jeux olympiques de Garmisch-Partenkirchen en 1936